# 刺激伝導系
刺激伝導系（しげきでんどうけい）とは、洞房結節で発生した心拍のリズムを作り出す電気信号を、あたかも電線のように心臓全体の心筋へと伝え、有効な拍動を行わせるための組織である。興奮伝導系（こうふんでんどうけい）とも呼ばれる。
刺激伝導系を構成する細胞は特殊心筋と呼ばれ、心房や心室の壁を構成する一般の心筋細胞である固有心筋とは区別する。固有心筋は心房では長さ100 µm、直径5 µmの紡錐形をしており、心室では長さ100 µm、直径10 µmの枝分かれした円柱状をしている。これに対して特殊心筋は、これら周辺の固有心筋とは明らかに異なった形態をしており、組織学的に区別できる。

## 構造

刺激伝導系の興奮伝導と心電図との関係。最も高いQRS波が心室の収縮、その前のP波は心房の収縮、その後ろのT波は心室の拡張が、その主な発生理由である。ただし、心臓に疾患を抱えていると、このパターンは崩れる場合が有る。

刺激伝導系は洞房結節 (Sinoatrial node、SA node、別名:キース・フラック結節) に始まる。洞房結節は上大静脈と右心房の境界付近に存在するが、肉眼的にはほとんど判別できない。洞房結節は1000個から2000個の細胞から成り、洞房結節の細胞は長さ20 µm、直径4 µmの紡錐形で、固有心筋細胞よりも小さい。
洞房結節で発生した電気信号は、右心房壁の固有心筋細胞を波状に伝わり、この刺激によって心房が収縮し、右心房の下方で心室中隔近くに存在する房室結節（Atrioventricular node、AV node、別名:田原結節）へ至る。その伝導速度は0.5－1 (m/秒)である。
房室結節の細胞の大きさは、洞房結節に近い。房室結節では、電気信号の伝導速度が極端に遅く、0.05－0.1 (m/秒)に過ぎない。その結果、心室の興奮は、心房の興奮よりも0.12－0.18秒遅れる。これにより、心房の収縮によって心室に送り込まれた血液が、次いで起こる心室の収縮によって肺動脈・大動脈へと駆出されるという、合理的で有効な心臓の収縮パターンが作られる。
房室結節を出た電気信号は、ヒス束 (Bundle of His) に移行して心室中隔に入る。ケント束のような奇形が無い限り、刺激伝導の上で、心房と心室は結合組織によって絶縁されている。このため正常な心臓ではヒス束の部分が、心房側から心室側へと電気信号が伝わる唯一の経路であり、この伝導速度は1 - 2 (m／秒)である。心室中隔にまで達したヒス束は、まもなく、左脚と右脚に分岐し、左脚はさらに前枝と後枝に分岐する。なお、左脚と右脚の部分での電気信号の伝導速度は2 - 3 (m／秒)程度である。左脚と右脚の先に存在する、さらに細くなって分岐を繰り返す部分はプルキンエ繊維 (Purkinje's fibre) と呼ばれ、その長さは数100 µm、直径10－100 µmと、心筋の細胞の大きさと比較すると、著しく長く太い繊維である。プルキンエ線維での電気信号の伝導速度は、2-4 (m/秒)と刺激伝導系の中では特に速い。このプルキンエ繊維が心臓全体の心室内膜下に至り、心室の心筋に刺激を伝導する。
心室においては、伝導速度が他の心筋細胞に比べて著しく速いプルキンエ繊維が電気信号を伝達する事により、心室全体が素早く、協調した収縮を行える。また、心筋には不応期と呼ばれる、一旦収縮すると、外部から新たな電気信号が入力されても、反応しない時間を有し、これによって過度な拍動の出現を防止している。これらの結果と、心臓の弁が血液の逆流を防ぐ事によって、心臓からの血液の有効な駆出を実現している。

## 生理
固有心筋と特殊心筋は共に、外部からの刺激を受けなくとも特有のペースで興奮を繰り返す。しかし、この状態では心臓全体で血液を駆出できるような有効な運動を行えない。ただ心筋は、その介在板と呼ばれる部分に、それぞれがコネキシンの6量体であるコネクソンを介した、ギャップ結合によって電気的に関連性を有している。
これらの心筋の自動的興奮のリズムは、洞房結節が70－80 (回/分)で最も速い。そして、この洞房結節から刺激伝導系が心臓全体へと伸びており、この洞房結節の興奮が電気信号として伝えられる。そのため、洞房結節が心臓全体の興奮のペースメーカーの役割を果たし、心臓が全体として、血液を駆出できるように運動できる。
また、刺激伝導系を通して電気信号として興奮を伝える方法で正常な心臓の拍動を実現しているため、外部から電流が流れた場合には、正常な電気信号の伝達が阻害され、心臓の動きに異常を来たす場合がある。
なお、心臓には交感神経系・副交感神経系双方の自律神経繊維が分布しており、交感神経の刺激は洞房結節を始めとした心筋細胞の興奮のペースを速くし、副交感神経の刺激は逆に遅くする。この自律神経の作用によって、運動やストレスなどで単位時間当たりの心拍数が増す傾向が出て、逆に休息中や眠っている際などに単位時間当たりの心拍数が減少する傾向が出る。
この他に、外部から取り入れた薬物が、単位時間当たりの心拍数に影響を与える場合もある。

## 障害
もしも洞房結節が障害された場合には、より刺激伝導系の下部の心筋が、洞房結節に替わってペースメーカーになり得る。しかし、本来のペースメーカーではないため、これを「異所性ペースメーカー」と呼ぶ。異所性ペースメーカーは、洞房結節よりも自動的な興奮のリズムが遅いので、単位時間当たりの心拍数は少なくなり勝ちである。また、刺激伝導系の経路の問題で、血液の駆出に合理的な心臓の運動を行えなく可能性がある。
ところで心電図は、心臓の筋電図に当たる物であり、刺激伝導系によって心臓全体に順次伝えられていく電気的興奮を、体表から測定したものである。そのため、刺激伝導系が障害されていると、しばしば心電図の異常として検出される。
- 洞不全症候群（sick sinus syndrome：SSS）

洞房結節が機能障害を起こし、ペースメーカーとして働かなくなった状態の事を、こう呼ぶ。ただし、洞房結節の興奮が心房に伝わらない洞房ブロックでも、心電図所見や症状は同じである。この疾患では房室結節を始めとした、他の心筋がペースメーカーの役割を果たすものの、そのリズムは洞房結節がペースメーカーの場合よりも遅い。このため心臓全体の単位時間当たりの拍動は、少なくなる。また、この疾患では例えば、房室結節の興奮が逆行性に心房に伝わるのとほぼ同時に、ヒス束を通じて心室にも伝わる。このため心房と心室の有効な協調が行われない。この結果、分時拍出量(=1回拍出量×心拍数)が減少し、程度が著しければ心原性心不全が起こる。
洞不全症候群は、心臓ペースメーカーの埋め込みの絶対的な適応である。
- 房室ブロック（Atrioventricular block:AV block）

房室結節あるいはヒス束の上部、右脚と左脚に分岐する前が機能不全に陥っている状態を、こう呼ぶ。その機能不全の程度により、単に房室間の伝導速度が遅れるだけのI度房室ブロック、洞房結節の興奮が心室に伝わらない状態が間欠的に起こるII度房室ブロック、心房と心室が完全に別個に収縮するIII度(完全)房室ブロックに分類される。
さらにII度房室ブロックは、Wenckebach型とMobitzII型に分類される。Wenckebach型では、心房の興奮に対する心室の興奮の遅れ（心電図のPQ間隔）の時間差が徐々に長くなっていき、ついには心室の収縮が1拍欠失する。その次の収縮では房室間の伝導時間は元に戻っており、再び心室の興奮の遅れの時間差が徐々に長くなっていく事を繰り返す。MobitzII型では、Wenckebach型と違い、突然心室の収縮が欠失する。
MobitzII型の高度の病態、および、III度房室ブロックは、ペースメーカー埋め込みの適応である。
- 脚ブロックとヘミブロック

ヒス束が右脚と左脚に分枝したよりも下部で、伝導障害が起きている病態である。右脚ブロック、左脚ブロックの他に、左脚が前枝と後枝に分岐したよりも下部で障害されている場合には、ヘミブロックと呼ばれる。
これらの中で、高度の左脚ブロックはペースメーカー埋め込みが適応される場合がある。
- WPW症候群(Wolf-Parkinson-White syndrome)

房室間に、ヒス束以外にも、電気信号の伝導速度の速い副伝導路である「Kent束」が存在しているという、奇形が存在する病態である。Kent束が左房－左室間に存在する病態をA型、右房－右室間に存在する病態をB型と呼ぶ。Kent束を通る刺激は、ヒス束を通った刺激よりも速く末梢心筋に到達するため、心室の収縮が部分的に正常よりも早く始まる。この部分的な早い収縮は、心電図上に正常ならば出現しないδ（デルタ）波として現れる。
Kent束を伝わった刺激が、プルキンエ繊維を逆行して再び房室結節に戻ってしまう現象であるリエントリーと、そこから再びKent束へと刺激が伝わるために、心室頻拍類似の頻拍が現れる。この頻拍は、場合によっては心室細動へと移行し、突然死の原因となり得る。
また、WPW症候群では、心房粗動や心房細動のような本来致死的ではない頻脈性不整脈でも、洞房結節という律速段階を経ずに心室へと刺激が伝導してしまうため、心室頻拍類似の頻拍が発生し、致命的となり得る。
このため、WPW症候群の治療は、カテーテルを用いてKent束を電気的に焼灼する方法で行う。これによってKent束を破壊し、リエントリーを発生しないようにする。